# Mike Howard
Anthony Michael „Mike” Howard (ur. 18 maja 1958 w Londynie) – brytyjski saneczkarz, uczestnik igrzysk olimpijskich.
Howard reprezentował Wielką Brytanię na Zimowych Igrzyskach Olimpijskich 1984 odbywających się w Sarajewie. W saneczkarskiej konkurencji jedynek mężczyzn zajął 26. miejsce na 32 uczestników. Uzyskał wtedy łączny czas 3:17,163.